# Honkin' Down the Highway
«Honkin' Down the Highway» es una canción escrita por Brian Wilson para la banda de rock estadounidense The Beach Boys. Fue lanzado en su álbum Love You de 1977 con Al Jardine en la voz principal. Se grabó una versión de esta canción para el álbum A Postcard from California de Jardine, con Brian Wilson haciendo una aparición especial.
Se lanzó una versión ligeramente editada en sencillo, en la que se corta la introducción del tambor. La versión de sencillo se editó en casete en 1991 y la reedición en CD de Love You editado por Caribou.

## Créditos
The Beach Boys
- Al Jardine – voz principal armonías y coros
- Mike Love – armonías y coros
- Brian Wilson – armonías y coros; sintetizador Moog
- Carl Wilson – armonías y coros; guitarra
- Dennis Wilson – armonías y coros; batería